# Hugo Strange
Hugo Strange é um personagem fictício de quadrinhos da DC Comics, antagonista de Batman. É um dos primeiros vilões recorrentes de Batman e um dos únicos a descobrir sua real identidade. Sua primeira aparição foi na Detective Comics #36 (fevereiro de 1940).

## Poderes e habilidades
Hugo Strange, apesar de não ter poderes, é um mestre em psicologia e psiquiatria. Ele pode usar tais conhecimentos para hipnose e antecipar os movimentos de um inimigo previamente estudado. Seus conhecimentos de yoga permitem a ele diminuir suas funções autonômicas para simular morte clínica.

## Hugo Strange da Terra 2
O Hugo Strange da Terra 2 aparentemente morreu em Detective Comics #46; foi revelado em The Brave and the Bold #182, Janeiro 1982, que ele havia sobrevivido, e enfrentou o Batman da Terra 1. Não obtendo uma vitória, Hugo cometeu suicídio na mesma edição.

## Adaptações em outras mídias
A primeira aparição de Hugo Strange fora dos quadrinhos se deu em Batman: A Série Animada, onde sua aparência (planejada pelo desenhista Bruce Timm) é idêntica à dos quadrinhos. Também foi mostrado em Liga da Justiça Sem Limites, onde é um membro do Projeto Cadmus. Sua mais recente aparição na televisão se deu no desenho The Batman, onde sua aparência foi bastante modificada.
Hugo Strange também pode ser encontrado no jogo Batman: Arkham City. Ele é o responsável pela instalação da prisão dentro da área decadente de Gotham City e um dos principais antagonistas do jogo.
Recentemente é interpretado na série Gotham, pelo ator B.D. Wong (Jurassic World), um médico psiquiatra que trabalha no  Asilo Arkham.